# E90
La ruta europea E90 o E-90, amb un traçat de 4.770 km, uneix Lisboa (Portugal) amb Silopi (província de Şırnak, Turquia), passant per la frontera turco-iraquiana en els segúents punts:
- Portugal, des de Lisboa en direcció sud-est fins a la frontera espanyola
- A Espanya: Badajoz, Madrid, Saragossa, Lleida i Barcelona
- A Itàlia: Mazara del Vallo, Palerm, Buonfornello, Messina, Reggio di Calabria, Metaponto, Tàrent i Bríndisi
- A Grècia: Igumenitsa, Ioànnina, Tessalònica i Alexandrúpoli
- A Turquia: Gal·lípoli, Lapseki, Bursa, Ankara, Adana, Nísibis i Habur

A Catalunya, el seu traçat coincideix totalment amb l'autopista AP-2; a partir de la incorporació de l'AP-2 a l'AP-7 es pot considerar que l'E90 segueix l'AP-7 fins al Papiol, coincidint amb l'E15; a partir d'allà, i fins a Barcelona, torna a coincidir amb l'AP-2.
L'E90, l'E09 i l'E15 són les tres úniques rutes europees que passen per Catalunya.